# Friedbert Hillesheim
Friedbert Hillesheim (* 7. September 1947) ist ein ehemaliger deutscher Fußballspieler und Fußballtrainer.

## Laufbahn
Nachdem Hillesheim für die SpVgg Neckarelz, den SV Sandhausen, den VfR Pegulan Frankenthal, den VfR Mannheim und abermals für den SV Sandhausen aktiv war, spielte er ab 1977 für den VfB Eppingen, mit dem er als Abwehrspieler in der Spielzeit 1980/81 in der Amateur-Oberliga und in der Saison 1980/81 in der 2. Bundesliga Süd antrat. Sein einziges Zweitligaspiel bestritt Hillesheim am 30. Mai 1981 bei der 5:1-Auswärtsniederlage bei Wormatia Worms, als er in der 82. Minute eingewechselt wurde. Beim VfR Mannheim hatte er zuvor zwei Runden in der damals zweitklassigen Fußball-Regionalliga Süd gespielt. In der ersten Saison 1969/70 kam der Stürmer auf sechs Einsätze, im zweiten Jahr 1970/71 erzielte er in 34 Ligaspielen vier Tore für die blau-weiß-roten Rasenspieler. An der Seite der Mitspieler Dietmar Danner, Wolfgang Platz, Klaus Slatina und Rainer Ulrich konnte damit aber nicht der Klassenerhalt des VfR erreicht werden.
Hillesheim wechselte in der Saison 1981/82 zur Rückrunde von der Co-Trainer-Position der Eppinger als verantwortlicher Coach zum VfB Wiesloch, mit dem er jedoch am Saisonende aus der Landesliga abstieg. Auch in der Saison 1983/84 hatte er das Traineramt bei jenem Verein inne und wurde nach dem zwischenzeitlichen Wiederaufstieg mit seiner Mannschaft Meister dieser Spielzeit. Sein Engagement in Wiesloch endete in der folgenden Verbandsligasaison im April 1985 mit seiner Entlassung.